# Chuột hải ly
Chuột hải ly (Danh pháp khoa học: Myocastor coypus bonariensis) hay còn gọi là chuột Coypu là một phân loài của loài Myocastor coypus có nguồn gốc ở khu vực Nam Mỹ (Nam Brazil, Bolivia, Paraguay, Uruguay, Argentina), là phân bố ở tận cùng phía bắc của dải phân bố các loài Coypu trong vùng cận nhiệt đới, được cho là loài được du nhập phổ biến từ các lục địa khác, ở Việt Nam chúng được gọi nhầm lẫn với cái tên là hải ly, thực chất là chuột hải ly, nhiều văn bản của các cơ quan và thông tấn báo chí dùng từ hải ly cho những con vật nhập về từ Trung Quốc là không chính xác.
Chúng là loài duy nhất thuộc họ Chuột hải ly Myocastoridae, thuộc bộ gặm nhấm. Chúng hoàn toàn sai khác với hai loài hải ly châu Âu (Castor fiber) và hải ly Bắc Mỹ (Castor canadensis) thuộc họ hải ly (Castoridae). Chuột hải ly được nuôi để lấy lông, da, thịt của chúng có giá trị kinh tế cao, chúng cũng được nuôi làm cảnh tại nhiều vùng ở châu Á trước khi xâm nhập vào môi trường tự nhiên tại đây và trở thành loài xâm lấn Các nước phát triển chỉ sử dụng bộ lông, trong khi thịt chỉ được sử dụng ở các nước đang phát triển, bộ lông da dùng cho xuất khẩu là quý nhất. 

## Đặc điểm

### Ngoại hình
Chuột hải ly có dáng vẻ trông giống một con hải ly và đồng thời giống mấy con chuột, nhưng to lớn hơn nhiều, loại vật lạ trông giống như những con chuột cống loại to. Ở Trung Quốc từng bắt được sinh vật lạ cho là chuột khổng lồ dài gần 1m, sinh vật khổng lồ có chiều dài lên tới hơn 90 cm Trung bình, chuột hải ly lớn nặng 8–10 kg/con, cá biệt có con nặng tới 15 kg Khi còn nhỏ, mỗi con nặng khoảng 1,1-1,2 kg, khi chúng lớn phát triển lên trọng lượng sẽ gấp 10 lần nhanh chóng. Con nào nhỏ nặng khoảng 2,5 kg, con lớn thì tới 3,5 kg, được hơn 10 ngày, cân thử mỗi con đã lên được vài trăm gram trọng lượng.
Chân sau của chúng có màng như chân vịt. Chuột hải ly đứng trên hai chân sau có màng như chân vịt, hai chi trước nhặt cọng rau lên như kiểu thỏ, hoặc sóc, rồi nhai rau ráu chúng có những đôi mắt màu da cam tò mò nhìn. Bộ lông của chúng rất quý, lông đuôi để làm chỉ tự tiêu trong y tế bộ lông hải ly đã thuộc sờ vào mát rượi tay. Thịt chuột hải ly tương đương với thịt thỏ, thịt nó cũng nhiều protein, nhiệt năng cao, ít mỡ, người Trung Quốc xếp vào một trong 4 tiên hương là loại thịt quý. Nội tạng để làm thuốc. 

### Tập tính

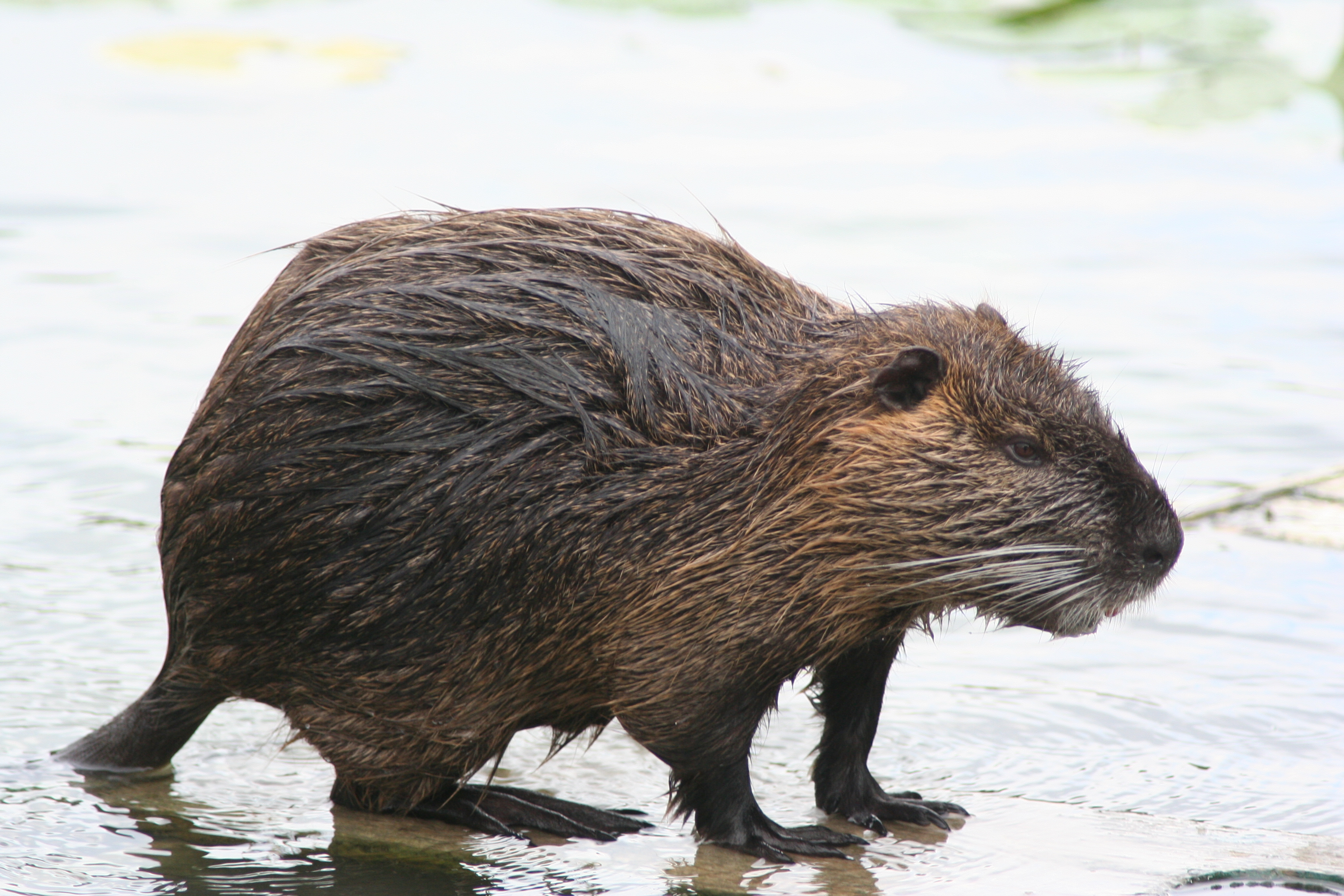
Một con chuột hải ly

Chuột hải ly thường sống từng cặp ở vùng nước ngọt nhưng cũng có những quần thể sống ở vùng nước lợ và nước mặn, chúng là một loài chuột sông chuyên đào hang sinh sống dọc theo các mạch nước. Hang của chúng sâu 15 m, rộng 0,7 m.
Biên độ sinh thái của chúng rộng, thích ứng nhanh với những thay đổi của môi trường. Chuột hải ly sống được trong điều kiện khí hậu Việt Nam. Chúng hiền hơn lợn chuồng, hiền lành như thỏ. Dưới nước còn nhanh nhẹn, lên bờ thì chậm chạp lừ đừ, lặng lẽ, chẳng làm phiền. Muốn cầm chúng chỉ việc túm đuôi, xách ngược lên.
Chuột hải ly thực tế còn mang các mầm bệnh như lao, lao tủy, lao da, ở Việt Nam trong 24 lô kiểm dịch có 16 lô dương tính (+) đối với vi khuẩn lepto gây bệnh sốt vàng da ở người, một xét nghiệm cho thấy kết quả là có 29/43 mẫu mang dương tính đối với vi khuẩn của bệnh Leptospirosis (bệnh gây sốt da vàng cho động vật và người). Khi mắc bệnh, những con chuột hải ly này trông vẫn khỏe mạnh nhưng nếu người hay vật nuôi khác tiếp xúc có thể lây bệnh.

### Tập tính ăn

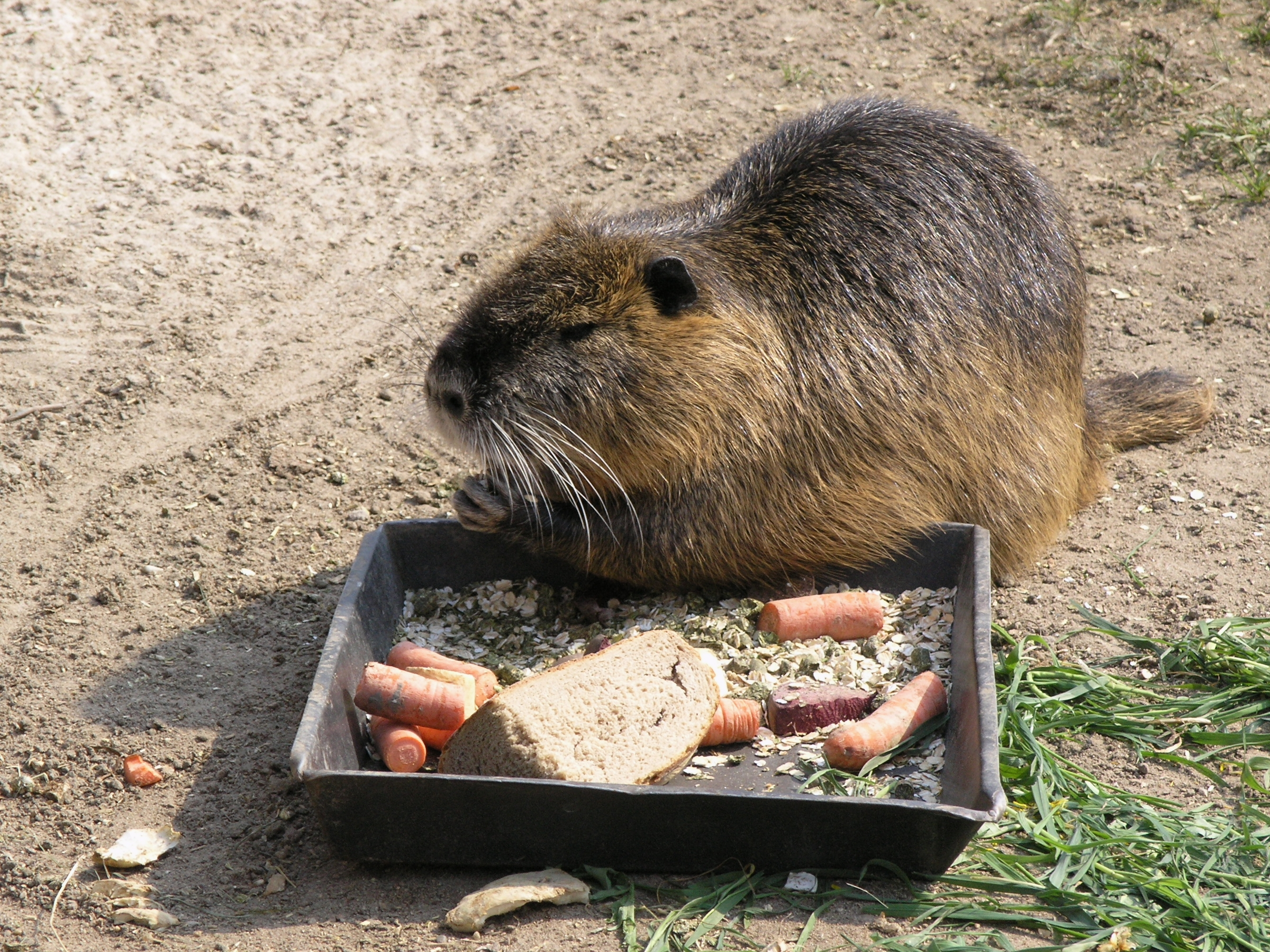
Chuột hải ly là loài ăn tạp

Đây là loài đa thực, phổ thức ăn rộng, cạnh tranh thức ăn với các động vật địa phương. Chúng ăn thức ăn xanh, nhưng trong điều kiện Việt Nam thì sẽ ăn cây gì, rau gì là chính, đảm bảo cung cấp loại rau đó cho chúng như thế nào, thông thường là rau muống. Khi nuôi chúng được cho ăn rau muống. Mỗi ngày, 20 con hải ly ăn hết 5.000 đồng rau muống, chia thành 3-4 bữa. Thức ăn thêm còn cả cám sống, nhưng món này không được chuộng bằng rau. Nhìn chung, chuột hải ly ăn uống thì rất đơn giản, chẳng phải nấu nướng gì. Khả năng cạnh tranh về nguồn thức ăn, nơi cư trú của chúng lớn. 

### Sinh sản
Chúng sống thành đôi, một vợ một chồng, nhưng cũng có tư liệu lại nói một con đực lại có tới 3-4 con cái. Chúng rất chung tình, buổi tối đôi nào ngủ với đôi nấy, không có ngủ lộn xộn. Đêm chúng lên hết bờ ngủ, nằm từng đôi một. Chuột hải ly sinh sản rất nhanh cả bằng con đường vô tính và hữu tính. Khả năng phát tán nhanh. Chúng thành thục sau 4 tháng tuổi, mỗi lứa đẻ từ 4-11 con có thông tin khác cho rằng chuột Hải ly đẻ mỗi năm 2 lứa, mỗi lứa từ 4 tới sáu con.

## Nguy cơ

### Trên thế giới

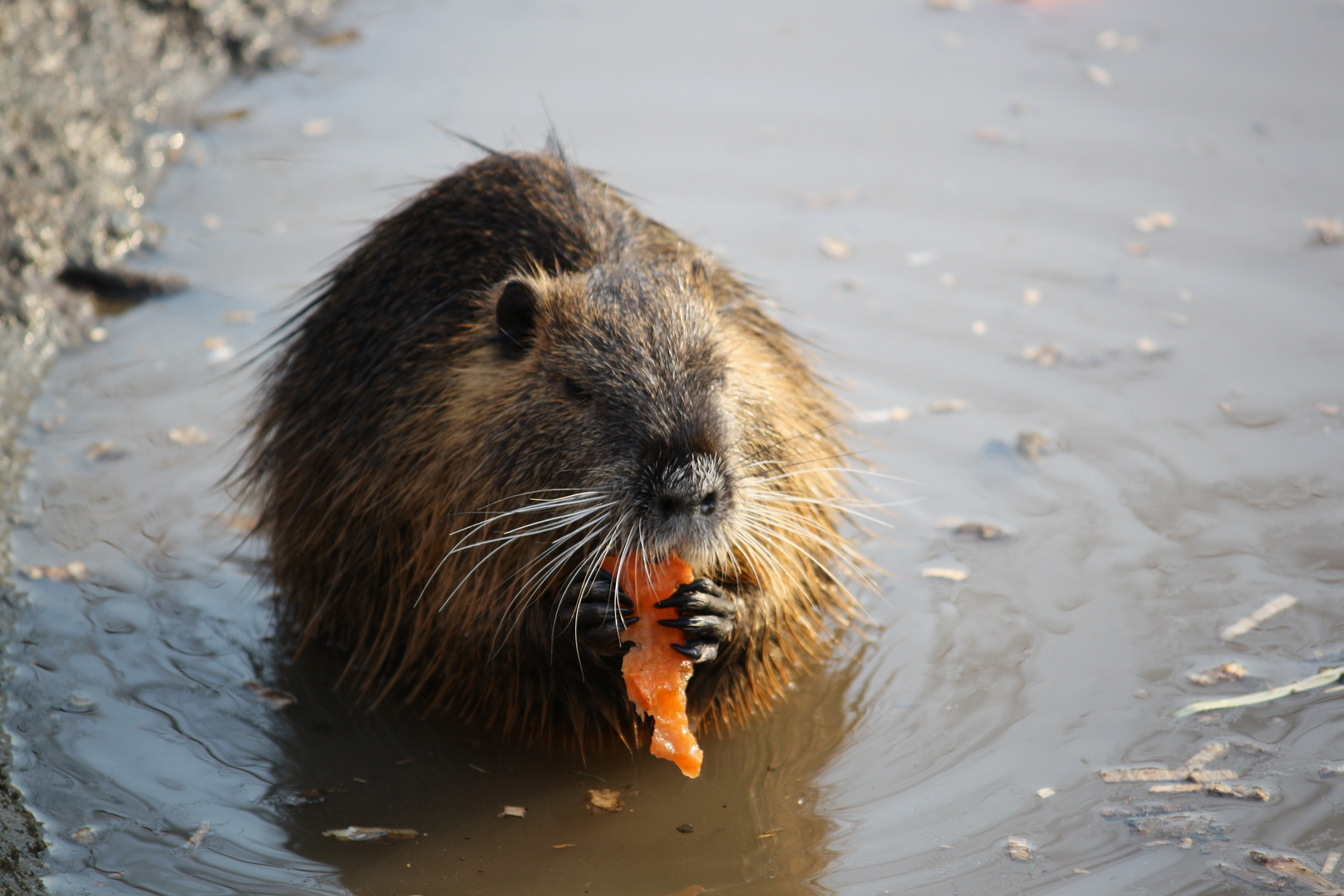
Chuột hải ly

Chuột hải ly có tên trong danh sách 100 loài sinh vật xâm hại nguy hiểm nhất. Là loài gặm nhấm, chúng cũng có thể gây ra nhiều tác hại nếu không được quản lý tốt. Chỉ quản lý tốt thì hải ly mới đem lại lợi ích, còn nếu phát triển tràn lan thì ngay ở quê hương của hải ly là các nước Nam Mỹ, chúng đã gây ra những tổn thất lớn làm cạn kiệt nguồn cây, rau ở các vùng ven biển, ven sông, làm mất đi độ ẩm ướt của đất, tấn công mùa màng (đặc biệt là lúa và mía), phải khoanh vùng hải ly, chuột hải ly chạy ra ngoài đồng ruộng tàn phá cây màu Các nước Nam Mỹ đã từng phải gánh chịu những tổn thất do chuột hải ly gây ra.
Ở một số nước đã từng nuôi chuột hải ly, lúc đầu không phải lấy thịt mà để chúng tiêu diệt cỏ dại, vì chúng là loài gặm nhấm thực vật nên nếu vô tình ném chúng vào một môi trường trồng trọt ổn định, cũng có thể sẽ là tác nhân phá hoại hoa màu Người nông dân nhập khẩu chúng tới Bắc Mỹ, châu Âu, châu Á và châu Phi. Tại Quảng Tây (Trung Quốc), người ta nuôi hải ly nhiều, một nhà máy công suất gia công mỗi năm 500 tấn hải ly, mỗi ngày làm thịt 3.000 con, có xưởng gia công rộng 5.000 mét vuông, kho ướp lạnh chứa được cả trăm tấn. Nuôi hải ly có giá trị kinh tế rất cao. Lông da thuộc, tính ra bán có thể được 1 triệu đồng một bộ. Cái đuôi có thể dùng làm chỉ khâu tự tiêu trong y tế. Mật được người Trung Quốc coi tương đương với mật gấu, ngâm với rượu dùng để xoa bóp. Thịt nấu cao toàn tính để đẹp da, hồng hào.
Tại châu Á, một số con đã thoát ra ngoài, và tiến đến các hồ, đầm lầy gặm nhấm hoa loa kèn nước, lau sậy. Những con chuột này bắt đầu cướp phá nơi ở và nơi giao phối của động vật bản xứ, trong đó có cả loài chuồn chuồn đang rơi vào tình trạng tuyệt chủng tại Nhật Bản. Loài chuột hải ly cũng làm ảnh hưởng đến cuộc sống của nhiều loài chim và cá. Trên đất liền, loài chuột hải ly tàn phá các trang trại lúa, mía và đồng cỏ. Chính phủ Anh, Mỹ đã phải chi hàng chục triệu USD để tiêu diệt loài này.

### TạiViệt Nam

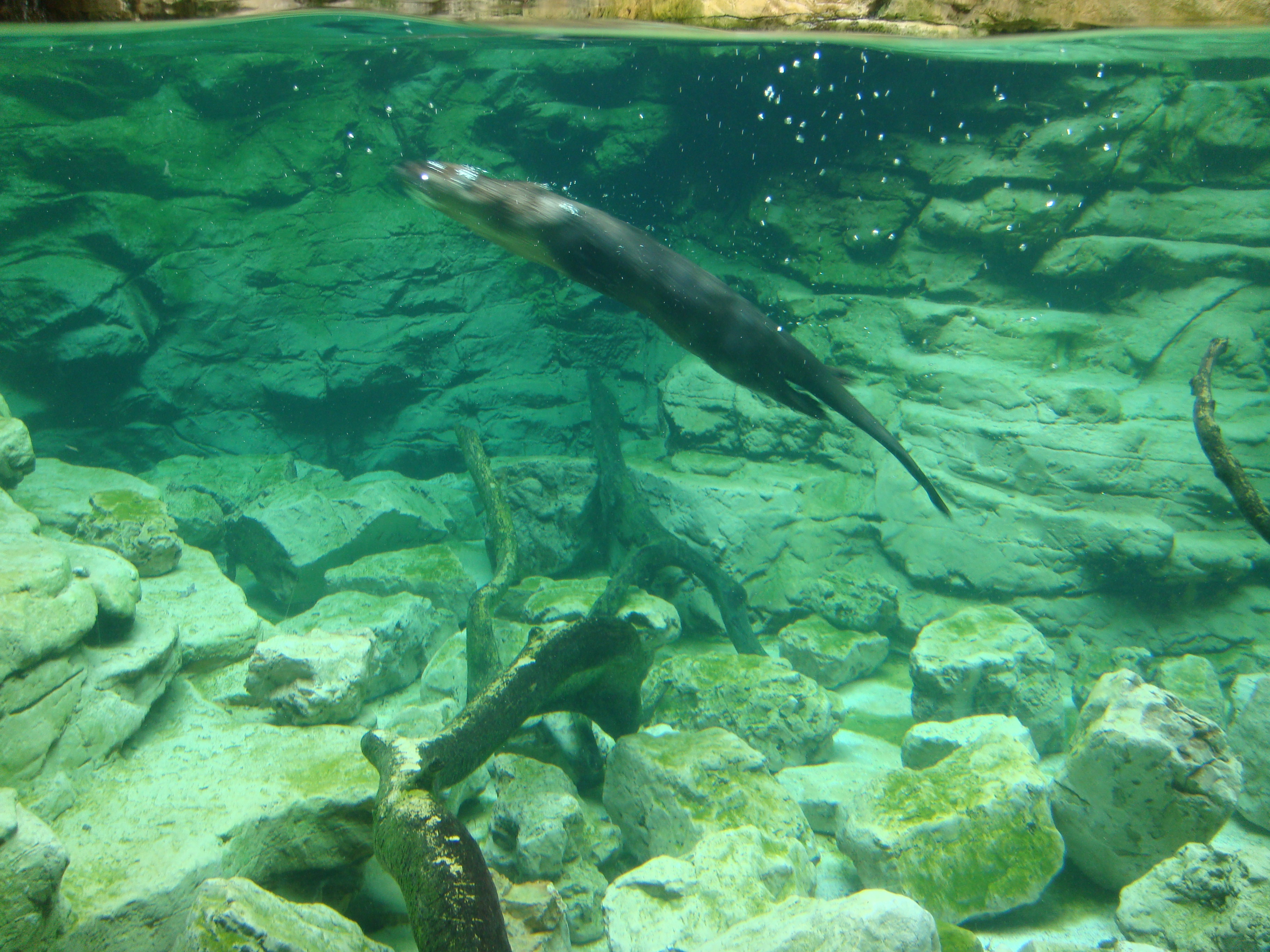
Hải ly tại Việt Nam

Chuột hải ly được nhập vào Việt Nam trong những năm cuối thế kỷ XX do loài này có thể cung cấp thịt để ăn, da và lông để xuất khẩu. Ban đầu, có 20 con hải ly từ Trung Quốc về Việt Nam, một con vật chưa bao giờ có ở Việt Nam, kể cả trong vườn bách thú, về nuôi đến tháng 6 năm 2001 thì số hải ly đã lên tới trên 1.000 con. Đầu năm 2002, nhập về 200 đôi, ở Lạng Sơn 170 đôi và Quảng Ninh tới 8000 đôi, cùng với 500 cặp “hải ly” được nhập về từ Trung Quốc. Tại Quảng Ninh có tới 8000 đôi hải ly, cùng với đó là 700 con chuột hải ly đang được nuôi hợp đồng ở năm địa phương.
Tuy nhiên đến cuối năm 2002, toàn bộ số hải ly khoảng 4.000 con chuột hải ly đã bị tịch thu và tiêu hủy vì chúng sinh vật lạ đối với hệ sinh thái, có thể gây nên các tác hại như Cạnh tranh nguồn thức ăn với các động vật khác; Ngăn cản khả năng gieo trồng, tái sinh tự nhiên của các loài thực vật bản địa do chúng phát triển nhanh với mật độ dầy đặc; Cạnh tranh tiêu diệt dần loài bản địa, làm suy thoái, thay đổi, tiến tới tiêu diệt luôn cả hệ sinh thái bản địa. Gây tổn thất về các giá trị sinh học, gây mất mát không nhỏ về kinh tế và thời gian lo sợ sự tàn phá môi trường không lường được như ốc bươu vàng
Những sinh vật ngoại lai đã xâm nhập vào tận chuồng nuôi, đồng ruộng gây không ít tác hại cho nền kinh tế và môi trường. Các ngành chức năng vẫn chưa thể đưa ra một giải pháp căn cơ, toàn diện để ngăn ngừa tình trạng này, một số loài động vật du nhập vào Việt Nam như chuột hải ly, chuột hamster, chồn nhung đen. Cuộc chiến với sinh vật ngoại lai xâm hại thì quản lý luôn chạy theo thực tế, thiếu các quy định về phân tích nguy cơ xâm hại, phát hiện sớm và phản ứng nhanh là những “kẽ hở” khiến các loài sinh vật ngoại lai nguy hại xâm nhập vào Việt Nam gây ra những tác động xấu về môi trường cũng như kinh tế.